# Juan Arias
Juan Arias (nascido em 3 de dezembro de 1964) é um ex-ciclista colombiano. Representou seu país, Colômbia, no ciclismo nos Jogos Olímpicos de Verão de 1988 e 1996.